# Arachnoidella barentsia
Arachnoidella barentsia är en mossdjursart som beskrevs av Arnold Girard Kluge 1962. Arachnoidella barentsia ingår i släktet Arachnoidella och familjen Arachnidiidae. Inga underarter finns listade i Catalogue of Life.